# Iris Hanika
Iris Hanika (* 18. října 1962, Würzburg) je německá spisovatelka. V roce 2010 se stala za román Das Eigentliche jedním z laureátů Ceny Evropské unie za literaturu.

## Život a dílo
Studovala literární vědu a germanistiku na Svobodné univerzitě v Berlíně.

### České překlady z němčiny
- To podstatné (orig. 'Das Eigentliche: Roman', 2010)[4]. 1. vyd. V Praze: Dauphin, 2013. 212 S. Překlad: Marta Eich